# Most Nova Evropa
Novi Most Evropa, znan tudi kot Donavski most 2 (bolgarsko Мост Нова Европа/Дунав мост 2, romunsko Podul Noua Europă) je cestni in železniški most med mestoma Vidin, Bolgarija in Calafat v Romuniji. To je drugi most na skupnem odseku Donave med državama. Gre za most kombinacija prednapetega škatlastega mostu in mostu s poševnimi zategami, ki ga je zgradilo špansko podjetje Fomento de Construcciones y Contratas, stal pa je 226 milijonov evrov. Uradno so ga odprli s slovesnostjo 14. junija 2013. Prva vozila so lahko prečkala most po polnoči, 15. junija 2013.

## Zgodovina in lega
Že leta 1909 so lokalne oblasti v Vidinu (v Bolgariji) prvič izrazile zanimanje za gradnjo mostu v Kalafat (v Romuniji), tako da so poslale peticijo bolgarskemu parlamentu in Aleksandru Malinovu, ki je bil takrat predsednik vlade. Ti zgodovinski dokumenti so bili prikazani na bolgarski televiziji junija 2013 med reportažo o drugem mostu na Donavi. Bolgarski časopisi so zato odprtje Novega evropskega mostu čez reko Donavo opisali kot »uresničitev stoletnih sanj«.
O gradnji mostu med Kalafatom (v Romuniji) in Vidinom (v Bolgariji) so resneje razpravljali že od poznih 1970-ih, vendar so načrt vedno znova opuščali. Stoletja ni bilo mostov, ki bi prečkali reko Donavo med Bolgarijo in Romunijo od uničenja Konstantinovega mostu, ki so ga zgradili Rimljani, dokler ni bil zgrajen in odprt most prijateljstva Giurgiu–Ruse leta 1954. V poznih 1990-ih je imela Bolgarija zaprto mejo z Jugoslavijo zaradi vojne na Kosovu, čemur je sledil mednarodni gospodarski bojkot proti Jugoslaviji. To je povzročilo veliko škodo že tako šibkemu gospodarstvu v severozahodni Bolgariji. Pravzaprav je celotna država postala izolirana, saj so se Bolgari za tranzitni prevoz v Zahodno Evropo vedno zanašali na cesto skozi Srbijo.
Trajektni prevoz med Vidinom in Kalafatom je včasih deloval podnevi in ponoči, vendar trajekt ni hotel prečkati reke, dokler ni bil polno naložen s tovornjaki. Ponoči, ko so prihajali majhni tovornjaki, so potniki s trajektov morali čakati več ur, da so prečkali reko Donavo. Suha poletja so prinašajo nizek vodostaj v reki Donavi, zaradi česar je včasih trajekt obstal na nakladalni rampi, in so se čakalne dobe še podaljšale. Drug dejavnik, ki je onemogočil ali otežil trajektni promet, so bile zelo mrzle zime, ko reka Donava včasih popolnoma zamrzne. Približno en mesec po odprtju mostu je bila trajektna linija med Vidinom in Kalafatom prekinjena.
Popotniki iz Bolgarije (in Turčije) proti Srednji in Zahodni Evropi, ki so se želeli izogniti tako dolgim čakalnim dobam kot visokim cenam prevoza za trajektni prehod Calafat-Vidin ter carinskim postopkom in cestninam, s katerimi bi se srečali pri potovanju skozi Srbijo, ki je zunaj meje z Evropsko unijo, je moral narediti dolg ovinek proti mostu Giurgiu–Ruse. Ta most jr 307 kilometrov dolvodno in je bil pred letom 2013 edini most čez mejo Donave, ki si jo Bolgarija deli z Romunijo. Ta ovinek do Ruse je pogosto trajal dlje kot čakanje na trajekt v Vidinu ali Oryahovu, vendar sta lahko oba načina prečkanja meje trajala dolgo. Potovanje skozi Srbijo je bilo običajno hitrejše, prehod zunaj meja Evropske unije pa je lahko težava s carino. Čakanje na srbski carini lahko traja od 1 do 5 ur, zlasti v poletni sezoni, ko se veliko priseljencev vrne k svojim družinam.
Donavski most 2 omogoča veliko lažje potovanje v Bolgarijo in iz nje skozi Vidin, kot je bilo prej s trajektom. Čeprav so povezovalne ceste še vedno daleč od avtocestnih standardov, je most Nova Evropa postal zelo priljubljen med prevozniki, saj zagotavlja cesto brez carinskih pregledov od Bolgarije, Grčije in Turčije do Avstrije, Nemčije in preostale Evrope, prek Romunije in Madžarske, ne da bi zapustili Evropsko unijo.
Most Giurgiu–Ruse je bil zgrajen s pomočjo Sovjetske zveze in odprt leta 1954 kot Most prijateljstva (bolgarsko Мост на дружбата, latinizirano: Most na druzhbata; romunsko Podul Prieteniei). Bolgari ga namesto uradnega imena navadno imenujejo Dunavski most. Od tod tudi ime Dunavski most 2 za drugi most, ki prečka Donavo med Vidinom in Kalafatom. Po drugi strani pa v Romuniji ta trend ni tako pogost. Kilometrske oznake so postavljene ob reki Donavi, štetje pa se začne pri Črnem morju.
Čeprav je Bolgarija južno od Romunije, prečkanje Donavskega mostu 2 od Vidina proti Kalafatu poteka od severozahoda proti jugovzhodu. To je zato, ker ima tukaj Donava zelo veliko zrcalno obliko S, ki se razteza čez približno 90 kilometrov, začne se v Novem Selu in konča v Lomu. Most stoji blizu sredine tega obrnjenega S.
Na večjem delu reke Donave leži bolgarski breg nekoliko višje nad vodo kot romunski rečni breg. Vendar pa mesto Vidin leži nižje in je zaščiteno z nasipi, medtem ko je breg na strani Kalafata visoko nad reko Donavo.

### Polemika o lokaciji
Od leta 1993 je med Romunijo in Bolgarijo potekal dolg in oster spor o lokaciji drugega mostu na Donavi. Bolgarija je želela oživiti izolirano mesto Vidin, pa tudi, da bi bil most na najkrajši možni poti do srednje in zahodne Evrope in se zavzemala za postavitev mostu čim bolj zahodno, med Vidinom in Kalafatom. Raziskava v okviru evropskega programa PHARE je pokazala, da bi bil najbolj donosen kraj za most med Lomom in Rastom, vendar se nobena država s tem ni strinjala. Romunija je želela, da bi tranzitni tovornjaki čim dlje ostali v njihovi državi, tako da so most postavili bolj vzhodno, med Turnu Măgurele in Nikopolom.
Leta 1998 je Grčija ponudila naložbo v most, saj je želela cesto, ki bi Solun povezovala z ostalo Evropo preko Romunije, saj je bila Grčija zaradi vojne na Kosovu in bojkota proti Jugoslaviji prav tako odrezana od Evrope. Končni dogovor je bil, da naj bi bil drugi most na Donavi zgrajen med Vidinom in Kalafatom, vendar je Romunija zavračala naložbe v drugo infrastrukturo razen v sosednjo infrastrukturo na njihovem ozemlju.